# Mikhail Grigorenko
Mikhail Grigorenko (Khabarovsk, 16 de maio de 1994)  é um jogador profissional de hóquei no gelo russo que atua na posição de centro pelo CSKA Moscow, da KHL.

## Carreira
Mikhail Grigorenko começou sua carreira no time junior do HC CSKA Moscou.